# 공포 속의 여행
공포 속의 여행(Journey Into Fear)은 미국에서 제작된 노먼 포스터 감독의 1942년 느와르 영화이다. 조셉 거튼 등이 주연으로 출연하였고 오손 웰즈 등이 제작에 참여하였다.

## 출연

### 주연
- 조셉 거튼
- 돌로레스 델 리오

### 조연
- 루스 워릭
- 아그네스 무어헤드
- 잭 듀런트
- 에버렛 슬로언
- 유스터스 와이엇
- 프랭크 레딕
- 에드가 베리어
- 잭 모스
- 스테판 슈나벨
- 한스 콘리드
- 리처드 베넷
- 오손 웰즈

## 제작진
- 원작자: 에릭 앰블러
- 협력프로듀서: 잭 모스
- 의상: 에드워드 스티븐슨